# Унешич
Унешич (хорв. Unešić) — населений пункт і центр однойменного муніципалітету в Шибеницько-Книнській жупанії Хорватії приблизно за 10 км на схід від національного парку Крка.

## Населення
Населення громади за даними перепису 2011 року становило 1 686 осіб. Населення самого поселення становило 320 осіб.
Динаміка чисельності населення громади:
Динаміка чисельності населення центру громади:

## Населені пункти
Крім поселення Унешич, до громади також входять: 
- Цера
- Чврлєво
- Донє Планяне
- Донє Уторе
- Донє Виново
- Горнє Планяне
- Горнє Уторе
- Горнє Виново
- Копрно
- Любостинє
- Мирлович-Загора
- Невест
- Острогашиця
- Подумці
- Висока

## Клімат
Середня річна температура становить 13,35°C, середня максимальна – 28,81°C, а середня мінімальна – -1,43°C. Середня річна кількість опадів – 829 мм.
| Клімат поселення                              | Клімат поселення | Клімат поселення | Клімат поселення | Клімат поселення | Клімат поселення | Клімат поселення | Клімат поселення | Клімат поселення | Клімат поселення | Клімат поселення | Клімат поселення | Клімат поселення | Клімат поселення |
| Показник                                      | Січ.             | Лют.             | Бер.             | Квіт.            | Трав.            | Черв.            | Лип.             | Серп.            | Вер.             | Жовт.            | Лист.            | Груд.            |                  |
| Середній максимум, °C                         | 9,60             | 10,52            | 13,65            | 17,22            | 22,12            | 26,02            | 28,81            | 28,48            | 23,59            | 18,78            | 13,49            | 10,35            |                  |
| Середня температура, °C                       | 4,08             | 5,02             | 8,14             | 11,70            | 16,59            | 20,49            | 23,93            | 23,56            | 18,69            | 13,88            | 8,59             | 5,46             |                  |
| Середній мінімум, °C                          | −1,43            | −0,51            | 2,62             | 6,18             | 11,07            | 14,97            | 19,04            | 18,68            | 13,80            | 9,00             | 3,70             | 0,57             |                  |
| Норма опадів, мм                              | 71               | 62               | 68               | 73               | 58               | 57               | 36               | 49               | 76               | 88               | 104              | 87               |                  |
| Середньомісячна швидкість вітру, м/с          | 2.28             | 2.51             | 2.70             | 2.62             | 2.32             | 2.08             | 2.10             | 1.93             | 2.10             | 2.16             | 2.58             | 2.54             |                  |
| Середньомісячна сонячна радіація, кДж/м²·день | 5406             | 8175             | 11812            | 16339            | 20292            | 22840            | 24225            | 21428            | 16023            | 10353            | 5825             | 4630             |                  |
| --------------------------------------------- | ---------------- | ---------------- | ---------------- | ---------------- | ---------------- | ---------------- | ---------------- | ---------------- | ---------------- | ---------------- | ---------------- | ---------------- | ---------------- |
| Джерело:                                      |                  |                  |                  |                  |                  |                  |                  |                  |                  |                  |                  |                  |                  |